# Atar Arad
Pour les articles homonymes, voir Arad.
Atar Arad est un altiste israélien né le 8 mars 1945.
Né à Tel Aviv, il a fait partie pendant des années du Cleveland Quartet. Il enseigne actuellement à la Jacobs School of Music (Université de l'Indiana) de Bloomington et au Steans Institute de Chicago.